# Koleraepidemien i Haiti 2010
Koleraepidemien i Haiti i 2010 var en en epidemi af kolera, der brød ud i Artebonitedalen i Haiti i midten af oktober 2010. Den 9. januar 2011 er 3 790 døde og 185 012 tilfælde raporteret.

## Spredning
Efterhånden bredte smitten sig til USA pga. en kvinde, der havde besøgt noget familie i Haiti. Hun blev indlagt på et hospital i Florida. Sygdommen har også ramt nabolandet den Dominikanske Republik.

## Reaktioner
Epidemien gjorde nogle haitianere vrede på udstationerede FN-soldater fra Nepal, der ankom til området i oktober 2010 efter tilfælde af kolera i Nepal og har medført ildspåsættelser, så både politiet og FN-soldaterne måtte affyre tåregas for at sprede haitianerne. De nepalesiske FN-soldater får skylden for udbruddet af kolera . Nepaleserne lejr ligger 60 km nordøst for Haitis hovedstad, Port-au-Prince.  

## FN
For at få råd til læger, medicin og vandrensningsudstyr, bad FN om 164.000.000 dollar, men har pr. 27. november 2010 blot fået doneret 19,4 mio. dollars.